# 東京都信用農業協同組合連合会
東京都信用農業協同組合連合会（とうきょうとしんようのうぎょうきょうどうくみあいれんごうかい）は、東京都立川市に本店を置く、東京都の農業協同組合の信用事業を統括する都域農協系金融機関である。

## 概要
東京都の農業協同組合を会員とする。通称は「JA東京信連」または「JAバンク東京」。統一金融機関コードは3013。
主に法人顧客を中心としており、個人取引は殆どなかったが、2016年の東京島しょ農業協同組合の信用事業譲受により、当連合会の代理店業務を東京島しょ農協が請け負う形で、1店舗の代理店を展開している。

## 沿革
- 1948年 - 設立。
- 2016年5月23日 - 東京島しょ農業協同組合の信用事業を譲受し、同組合の本店と小笠原父島支店に当連合会の代理店を委託させる形で店舗を開設。併せて、同組合の小笠原母島店には、小笠原島代理店管轄のATMを設置。
- 2021年5月22日 - 小笠原島代理店を廃止し、八丈島代理店に統合。

## 店舗所在地
※：括弧内は店舗コード。
- 本店（001）・資金部（061）/東京都立川市柴崎町三丁目5-25 JA東京第一ビル内
- 八丈島代理店（601）/東京島しょ農業協同組合本店に設置

他、都心部の3箇所（いずれもJA関連所有のビル内）に、信連本店管轄のATMが設置されている。